# Bisai (Aichi)
Bisai (尾西市 Bisai-shi?) es una ciudad que se encuentra en la prefectura de Aichi, en Japón. La ciudad fue fundada el 1 de enero de 1955.
En el 2003, tenía una población estimada de 58.037 personas y una densidad de 2.636,85 personas por km². El área total era de 22,01 km².

## Fusión
El 1 de abril de 2005, la ciudad de Bisai se fusionó con la ciudad de Ichinomiya.